# MARCOS
Vous pouvez aider à l'améliorer ou bien discuter des problèmes sur sa page de discussion.
- Il ne cite pas suffisamment ses sources. Vous pouvez indiquer les passages à sourcer avec {{référence nécessaire}} ou {{Référence souhaitée}}, et inclure les références utiles en les liant aux notes de bas de page. (Marqué depuis mars 2025)
- Son texte doit être wikifié : il ne correspond pas à la mise en forme Wikipédia (style, typographie, liens internes, liens entre les wikis, etc.). (Marqué depuis mars 2025)

- Archive Wikiwix
- Bing
- Cairn
- DuckDuckGo
- E. Universalis
- Gallica
- Google
- G. Books
- G. News
- G. Scholar
- Persée
- Qwant
- (zh) Baidu
- (ru) Yandex
- (wd) trouver des œuvres sur Wikidata

Ne doit pas être confondu avec Macross.
Pour les articles homonymes, voir Marcos.
La Marine Commando Force (MARCOS), créée en 1987, est une unité d'élite de la marine indienne.

## Histoire opérationnelle
L'unité a été engagée lors du Tentative de coup d'État de 1988 aux Maldives ; l'Opération des Nations unies en Somalie II ; l'opération Black tornado.

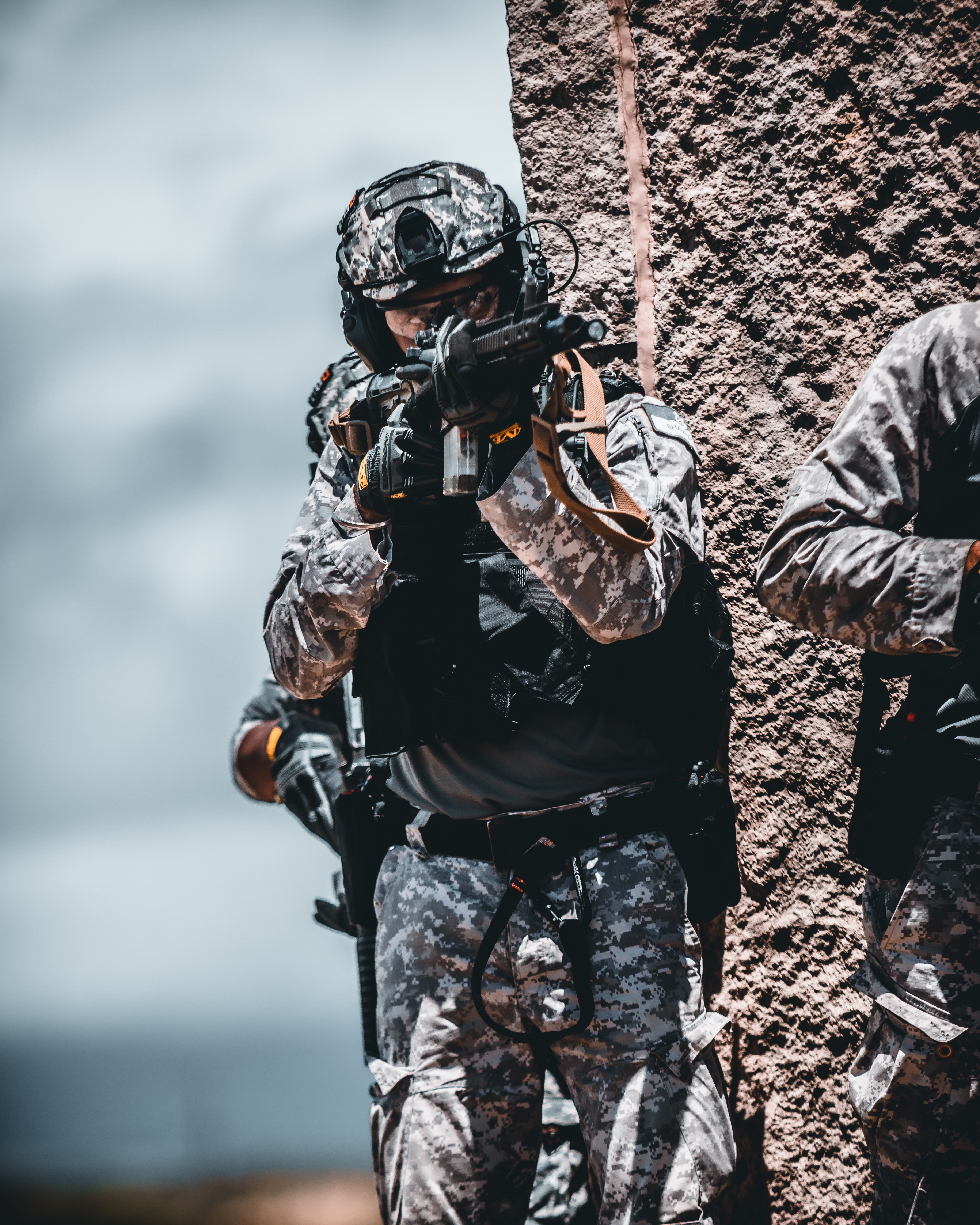
Un membre en 2022
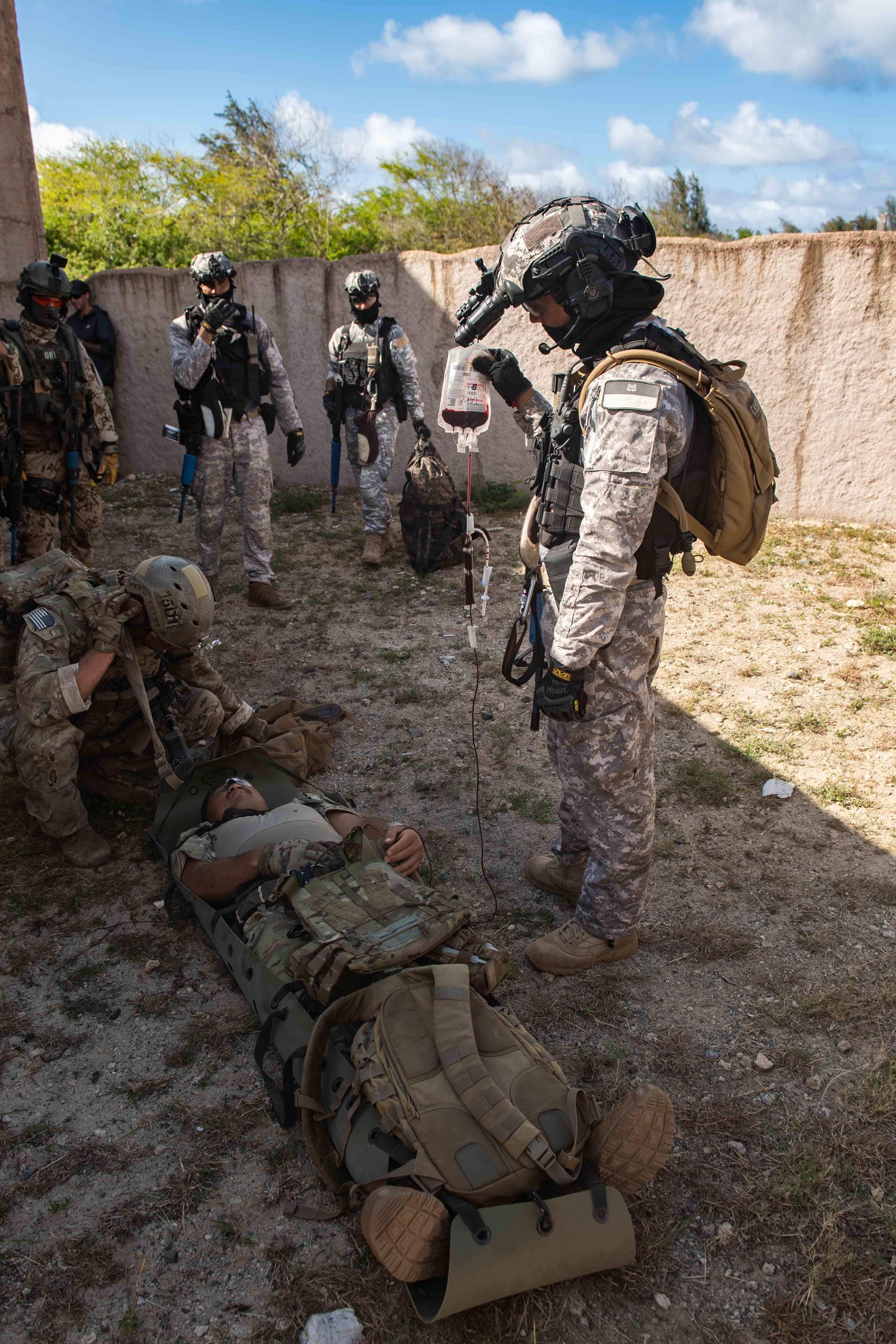
Lors de RIMPAC
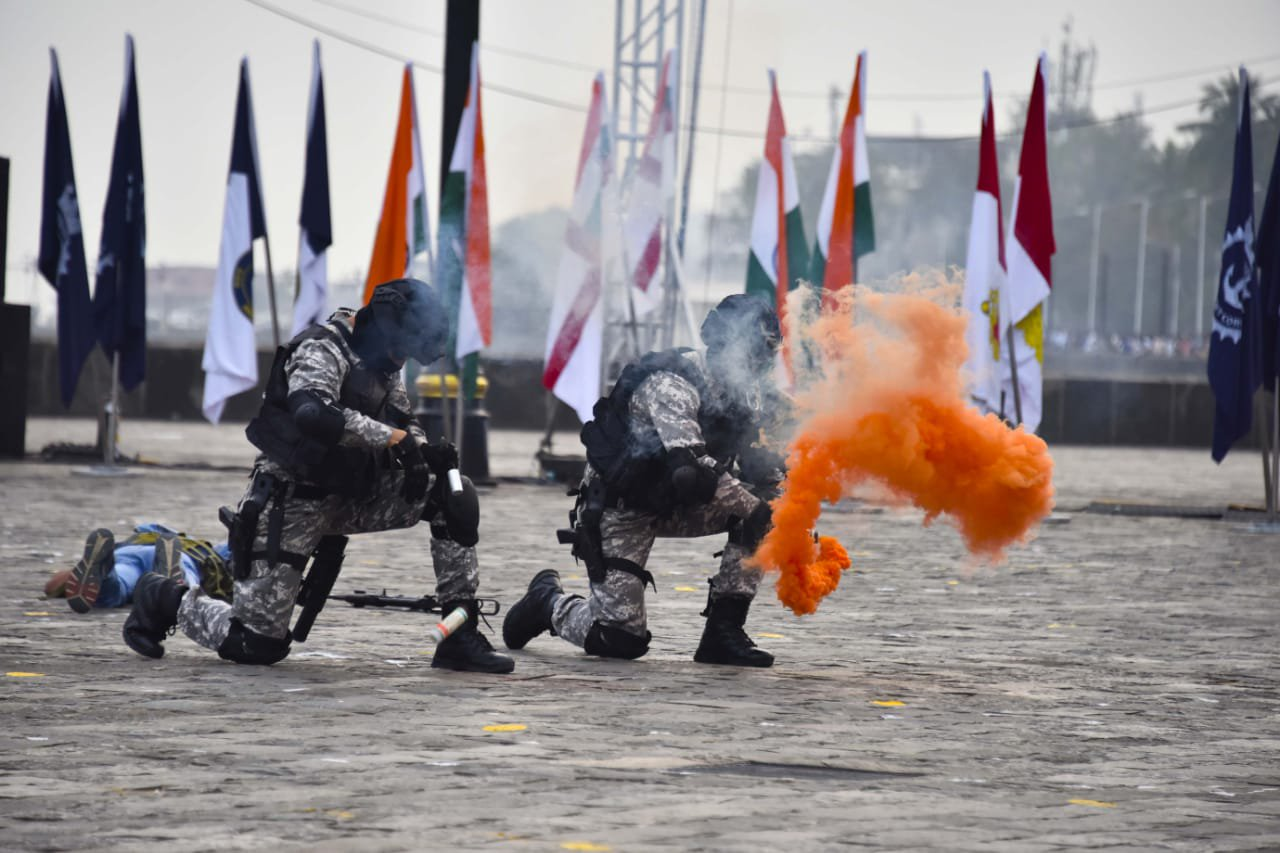
les deux en 2017.
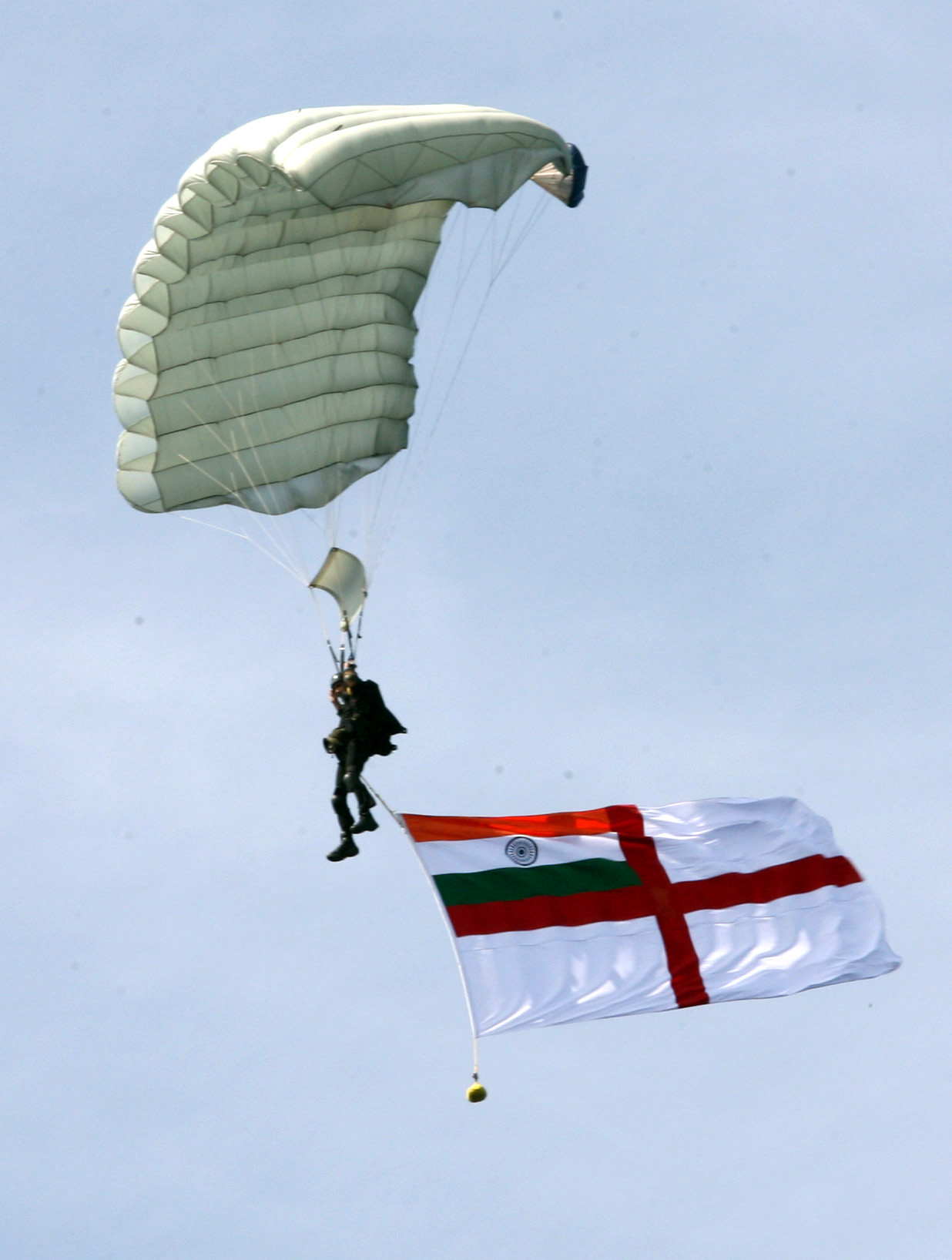
Lors de Exercice TROPEX en 2012.
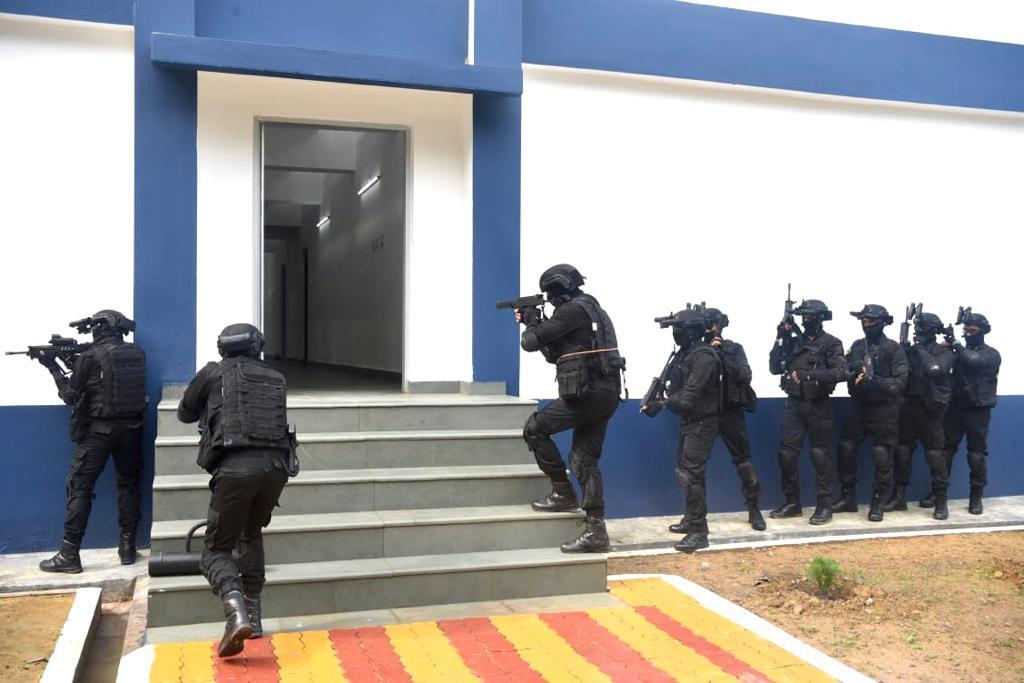
Devant leurs quartiers à l'INS Jarawa.

## Dans la culture
- The Attacks of 26/11 film de Ram Gopal Varma en 2013 sur les Attaques à Bombay du 26 au 29 novembre 2008.